# Muğla
Muğla är provinshuvudstaden i provinsen Muğla i sydvästra Turkiet. Befolkningen uppgick till 62 635 invånare i slutet av 2011.